# Les Lindarets
Les Lindarets est un hameau situé à 1 467 m d'altitude sur la commune française de Montriond, dans le département de la Haute-Savoie et la région Rhône-Alpes.
Ce hameau typique est également appelé Village des Chèvres, car un troupeau d'une quarantaine de chèvres y vit en liberté pendant l'été,.
La route qui traverse le village devient en hiver une piste de ski nommée "L'Abricotine" et fait 8 km de longueur.

## Toponymie
Selon Henry Sutter, le nom « Lindarets » serait un dérivé du gaulois « lindon » signifiant « liquide » ou « étang », en référence à la Dranse de Montriond qui la longe.
Le toponyme « Lindar » marque la frontière entre le Chablais et le Valais.

## Historique
Le village comportait 70 chalets au début du XXe siècle. Il comptait même une école, mais en 1927 il ne comptait plus que sept familles. Les Lindarets est le « dernier hameau de la vallée de la Dranse de Montriond ».
Les nombreux chalets d'alpage sont transformés en restaurants et magasins de souvenirs et depuis l'hiver 2014, il y a deux résidents permanents.
En hiver, c'est le point de passage des liaisons entre les stations d'Avoriaz, Châtel et Les Crosets (Suisse) au cœur du domaine skiable des Portes du Soleil. C'est le point de départ d'un télésiège permettant d'accéder directement à Avoriaz.
Dans le village, est produite une tomme de Savoie, dite Tomme fermière des Lindarets,.

## Galerie d'images

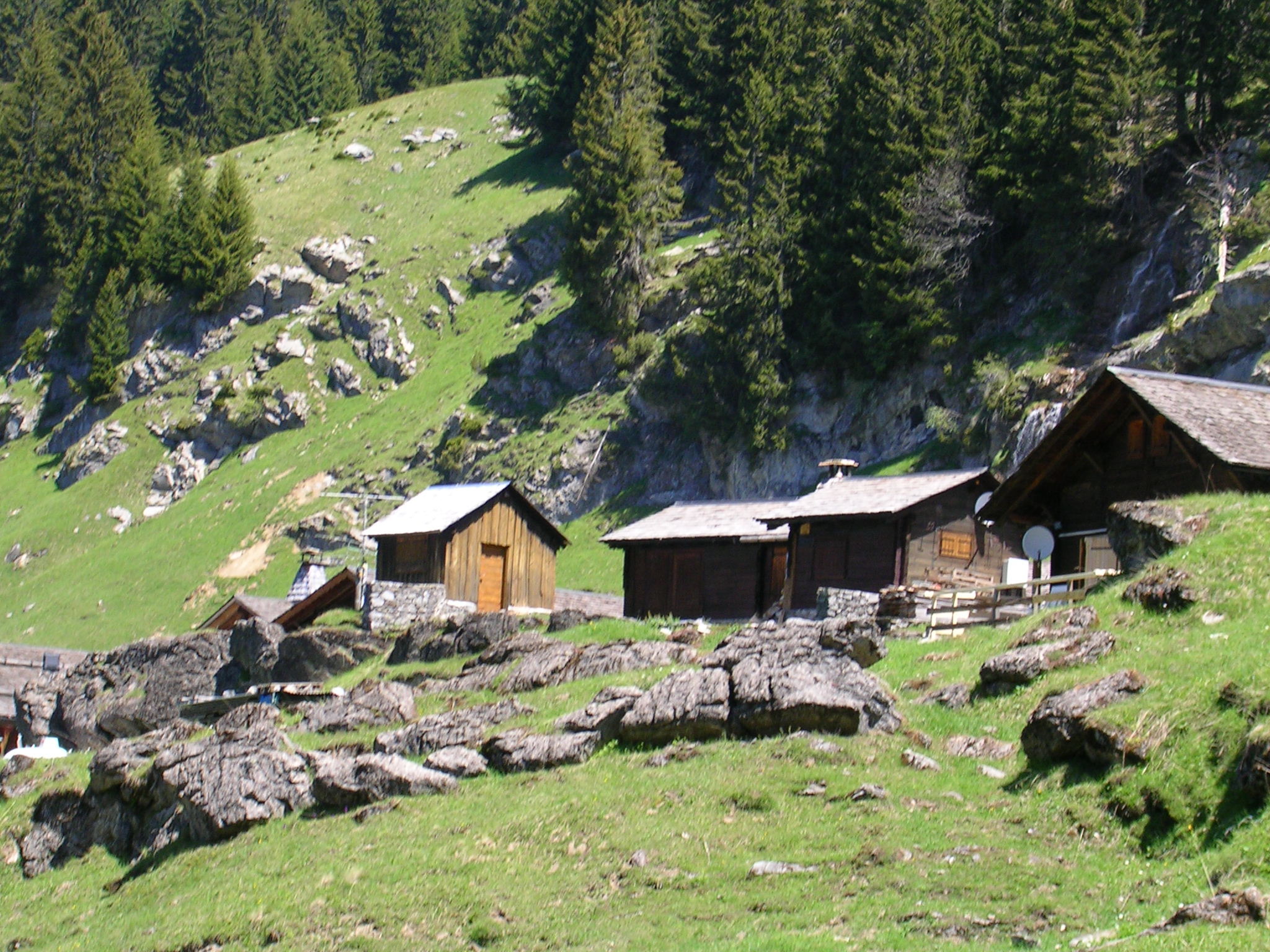
Chalets des Lindarets.